# هساره یاسین زیی
هساره یاسین زیی (به انگلیسی: Hissara Yasinzai) یک شهرک در پاکستان است که در شهرستان چهارسده واقع شده‌است.